# Ignatius Kutu Acheampong
Ignatius Kutu Acheampong, ganski politik in častnik, * 23. september 1931, Kumasi, † 16. junij 1979, Akra.
Leta 1972 je izvedel državni udar in postal predsednik Sveta narodne razrešitve, vodja države, minister za obrambo, finance in gospodarstvo ter poveljnik vojske. Leta 1978 je odstopil. Naslednje leto je bil po državnem udaru usmrčen.